# Villa Latina
Villa Latina é uma comuna italiana da região do Lácio, província de Frosinone, com cerca de 1.247 habitantes. Estende-se por uma área de 17 km², tendo uma densidade populacional de 73 hab/km². Faz fronteira com Atina, Belmonte Castello, Picinisco, Sant'Elia Fiumerapido.

## Demografia
| Variação demográfica do município entre 1861 e 2011                               |
|                                                                                   |
| Fonte: Istituto Nazionale di Statistica (ISTAT) - Elaboração gráfica da Wikipedia |